# ウーロン (ウサギ)

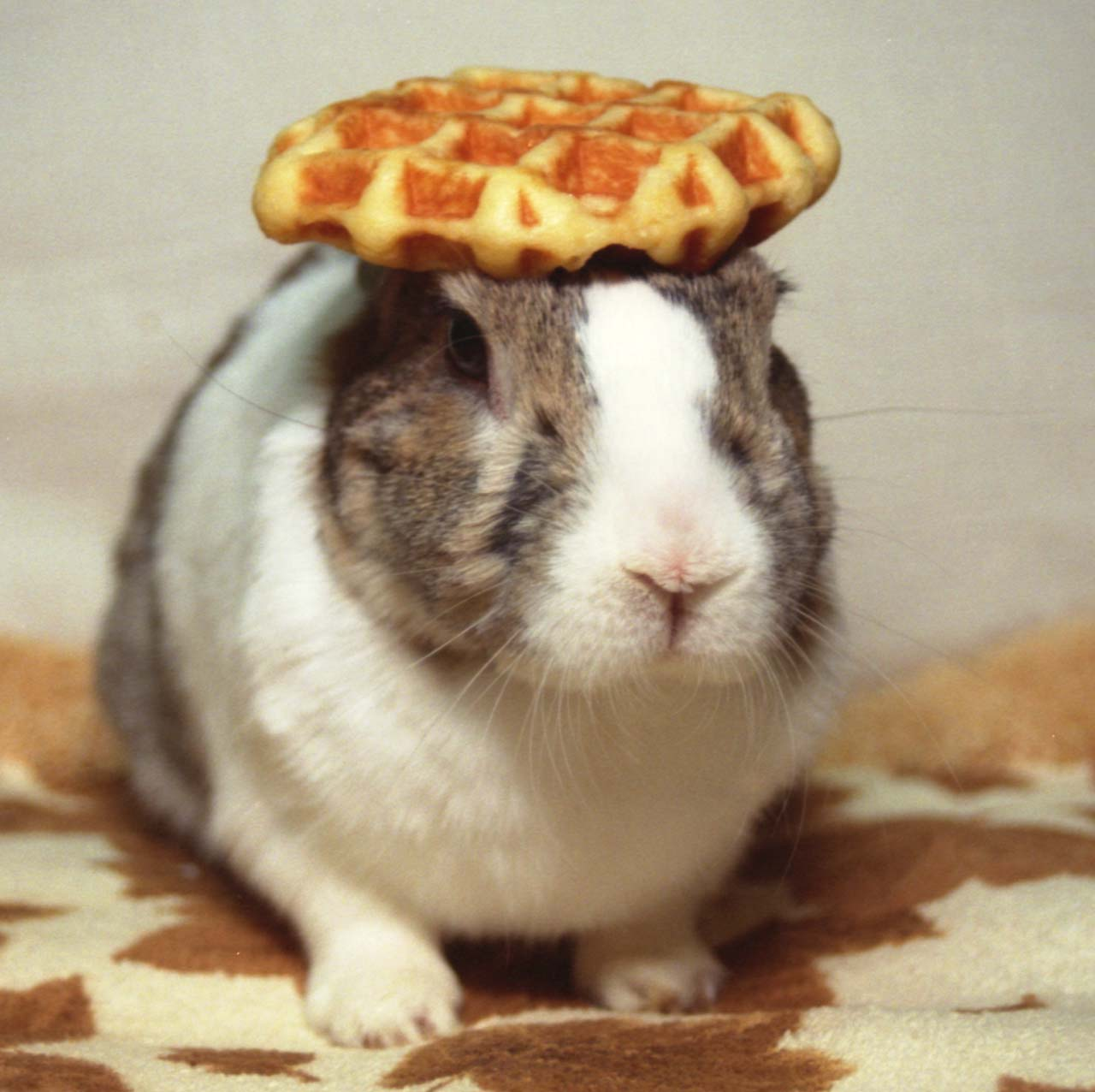
“Bunny Wafflehead”の状態

ウーロン（Oolong、1994年7月28日 - 2003年1月7日）は北海道で飼われていたペットのカイウサギで、「Bunny Wafflehead（ワッフルヘッドバニー）」として世界的に知られるようになった。
ウーロンの飼い主は、ウーロンの頭に物を載せた写真を自らのウェブサイトに投稿していた。このウェブサイトは最初の4年間は親しい知人だけが訪問するような無名の存在だった。2001年にサイバーパンク（Syberpunk）というサイトのブロガーが「日本の珍妙な風習」としてこのウェブサイトの写真を紹介した。はじめはこの写真の出どころを隠していたが、ある時誤ってウーロンのサイトのURLを書き込んでしまい、何百万ものアクセスがウーロンのサイトに集中することになった。
これはインターネット・ミームの来歴を明確に辿ることができる稀有な例である。

## インターネットミームとして
ウーロンは、飼い主が「ヘッドパフォーマンス」と称する、頭にものを載せてバランスをとる技術を教えこまれた。飼い主がウーロンのこの才能を初めて見出したのは1999年5月24日で、投稿された写真ではウーロンは頭に35mmフィルムの保存用ケースを載せていた。やがて飼い主はティーカップ、パン、果物、どら焼きなどを載せるようになり、ウサギの頭骨を載せることすらあった。
動物虐待であるとの批判もあり、サイトの管理者はこれに対する弁解を掲載するはめになった。
ウーロンの生涯を通じて、飼い主はウーロンの頭に自然のもの、人工物など様々なものを載せて、何百もの写真を掲載した。ウーロンはメディアに注目されるようになり、ニューヨーク・タイムズにも掲載された。これらの結果、ウーロンはインターネット・ミームの一つになった。ウーロンの写真のひとつは「Bunny Wafflehead（ワッフルヘッドバニー）」と呼ばれ（実際に載せていたのはどら焼き）、フォトモンタージュの人気素材になった。また、パンケーキを頭に載せた写真は、「I have no idea what you're talking about, so here's a picture of a bunny with a pancake on its head.（君が何を言いたいのかよくわからないけど、頭にパンケーキを乗せたウサギの写真を置いとくね）」というインターネットスラングの一つに使われるようになった。
ウーロンは2003年1月7日に死去。その後、飼い主は新たにネザーランド・ドワーフを飼い、「月餅」と名づけてウーロンの後継者とした。